# Zlatomir Obradov
Zlatomir Obradov (Bašaid, 25. siječnja 1941. – Ploče, 24. travnja 2013.) bio je aktivni nogometaš tijekom 60-ih godina 20. stoljeća a poslije i trener. Bio je vezni igrač a po potrebi igrao je i u napadu.  

## Igračka karijera
U rodnom selu igrao je za lokalnu momčad potom u Kikindi za momčad Odreda a nakon tri godine u Odredu prešao je u Proleter iz Zrenjanina gdje je bio najbolji igrač i strijelac. Godine 1966. prešao je u redove splitskoga Hajduka i tri godine igrao u redovima splitskih Bijelih. Sveukupno za Hajduk odigrao je 86 utakmica i postigao 46 pogodaka.
Statistika u Hajduku
| Natjecanje        | Nastupi | Zgoditci |
| ----------------- | ------- | -------- |
| Prvenstvo         | 29      | 10       |
| Kup               | 5       | 1        |
| Superkup          | 0       | 0        |
| Međunarodne       | 2       | 0        |
| Splitski podsavez | 0       | 0        |
| Ukupno            | 36      | 11       |
| Prijateljske      | 50      | 35       |
| Sveukupno         | 86      | 46       |

## Trenerska karijera
Nakon igračke karijere jedno vrijeme bavio se trenerskim pozivom. U polusezoni sezone 1975./76. trener je momčadi Splita, a trenirao je i Jadran iz Ploča.

## Priznaja

### Klupska
Hajduk Split
- Kup maršala Tita (1) : 1966./67.

## Vanjske poveznice
- Preminuo Zlatomir Obradov